# M. D. Donsker
Monroe David Donsker (né le 17 octobre 1925 à Burlington et mort le 8 juin 1991 à New York) est un mathématicien américain. Ses sujets de recherche sont concentrés dans le domaine de la théorie des probabilités.

## Biographie
Donsker reçoit son Ph.D. en mathématiques de l'université du Minnesota en 1948.
Il devient professeur au Courant Institute of Mathematical Sciences (Institut Courant de sciences mathématiques) de l'université de New York en 1962, à peu près un an avant que son coauteur régulier S.R.S. Varadhan vienne y travailler. Avant de venir à l'université de New York, Donsker enseigne à l'université Cornell et à l'université du Minnesota.
Donsker est également président du Conseil des bourses étrangères, un groupe spécial du gouvernement américain responsable des programmes d'échanges d'étudiants, après avoir été nommé par les présidents Ford et Carter.

## Contributions
Ses principaux travaux, en collaboration avec S. R. S. Varadhan, concernent la hiérarchie des grandes déviations pour les processus de Markov.
Le titre de son mémoire de doctorat est : The Invariance Principle for Wiener Functionals (Le principe d'invariance pour les fonctionnelles de Wiener).
Donsker laisse son nom à un théorème sur la convergence asymptotique d'une marche aléatoire.